# زخرفة إسلامية تركية

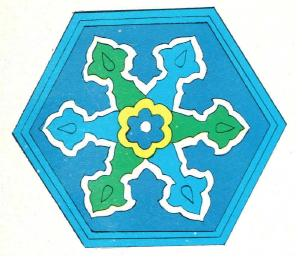
زخرفة تركية قاشانية

امتدت الدولة العثمانية من جبال طوروس شرقا إلى حدود هنغاريا ورومانيا غربا. وكان الأتراك العثمانيون يؤمنون بالدين الإسلامي، فعملوا على نشره في البلاد التي فتحوها. وقد بلغت الإمبراطورية العثمانية في عهد سليمان القانوني ذروة القوة واحتل الأتراك آنذاك أقاليم كثيرة مثل أرمينيا في آسيا الصغرى واليمن في شبه الجزيرة العربية.

## الزخرفة التركية
لم يكن للأتراك في ميدان الفنون أساليب موروثة، بل كان جلّ اعتمادهم على الفرس الإيرانيين الذين هاجروا من بلادهم إلى تركيا. وقام على أكتافهم فن التصوير والزخرفة فيها، وكذلك اعتمد الأتراك على مصورين أوروبيين استدعاهم السلطان إلى استامبول.
وكان الأتراك يستقدمون الفنانيين الإيرانيين من مصورين وخطاطين ونقاشين لكتابة المخطوطات الفارسية والتركية وتزيينها بالزخارف والرسوم.
وكانوا كذلك يستقدمون صناع الخزف والقاشاني لتزيين مساجدهم وأضرحتهم.
فالفن التركي مطبوع بطابع إيراني يصعب التمييز بينهما، وقد كثر في العهد العثماني بناء المساجد والتكايا والخانات وشيّد الأغنياء في القرنين السابع عشر والثامن عشر كثيرا من القصور والبيوت الأنيقة المزدانة بالزخارف والنقوش البديعة.

## مميزات الزخرفة التركية
يتميّز الفن التركي بانتاج البلاط القاشاني الذي استخدم لتغطية جدران المساجد والقصور والأضرحة، وهي بلاطات ذات أشكال هندسية متعددة مدهونة بالمينا المتعددة الألوان أو مزينة بالنقوش المرسومة فوق الطلاء وتحته. وقد استعمل الأتراك الطلاء الزجاجي الشفاف.
وقد ضم الخزف العثماني، المشكايات وأواني المائدة التي امتازت نقوشها وزخارفها بالرسوم النباتية، وبالألوان المحدودة المقتصرة على اللونين الأخضر والأزرق، فضلا عن اللون البرتقالي الذي كان مفضلا عند الأتراك.

## التعابير والوحدات الزخرفية التركية
استعمل الأتراك تعابير ووحدات زخرفية منها:
1. الرسوم النباتية البحتة من القرنفل والخزامى والسوسن والورد.
2. أشكال هندسية لا سيما المربعات في البلاط القاشاني.
3. الحروف العربية لاسيما في المساجد لتزيينها بالآيات القرانية المزخرفة.